# Waligóra
Waligóra (niem. Heidelberg) – najwyższy szczyt Gór Suchych i jednocześnie całych Gór Kamiennych (933,88 lub 936 m n.p.m.), leżący odpowiednio w ich północnej i środkowej części. Jest jedną z najwyższych gór Sudetów Środkowych.

## Ukształtowanie terenu i budowa geologiczna
Masyw Waligóry tworzy wydłużony południkowo, kilkusetmetrowej długości grzbiet z łagodnym zboczem południowym i bardzo stromymi pozostałymi. Najlepiej widoczne z okolicy schroniska Andrzejówka zbocze północne, opada bardzo ostro ku Przełęczy Trzech Dolin, czyniąc górę dominującym elementem krajobrazu. Jej zbocza porasta mieszany las bukowo-świerkowy, przerzedzony w wyniku klęski ekologicznej.
Góra zbudowana jest z permskich porfirów kwarcowych, należących do północnego skrzydła niecki śródsudeckiej.

## Turystyka

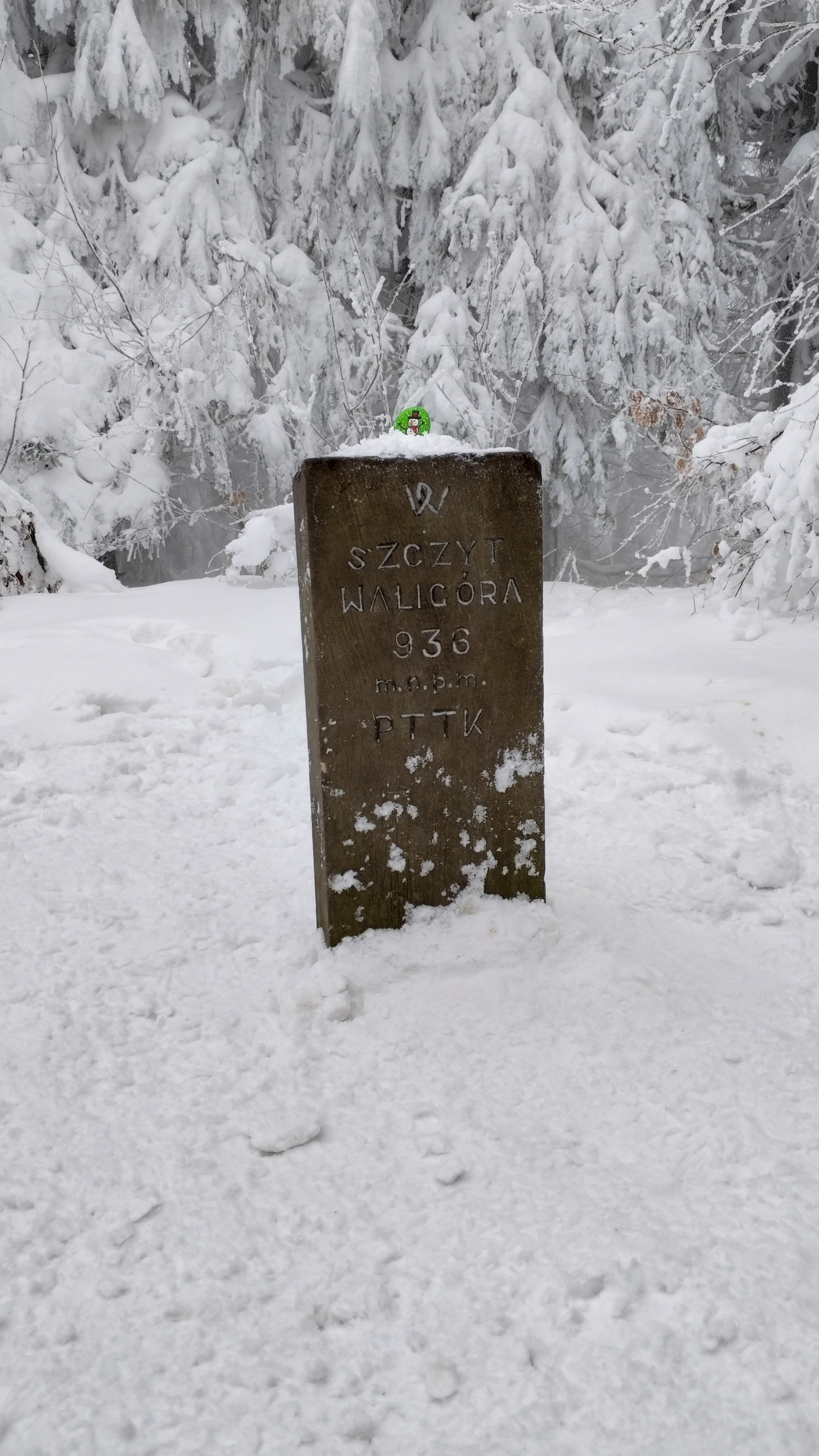
Na szczycie Waligóry

Szczyt stał się celem wycieczek już w XIX w., gdy był odsłonięty i stanowił dobry punkt widokowy. Po roku 1945 istniała na nim drewniana wieża triangulacyjno-widokowa, jednak popadła w ruinę i została rozebrana. Mimo obecnego braku punktu widokowego Waligóra pozostaje popularnym celem wycieczek pieszych, głównie dzięki bezpośredniej bliskości Przełęczy Trzech Dolin, na której znajduje się duży węzeł szlaków, schronisko Andrzejówka oraz tereny do narciarstwa biegowego i zjazdowego.
Waligóra należy do Korony Gór Polski, Korony Sudetów i Korony Sudetów Polskich oraz Korony Gór Dolnego Śląska.
Na szczyt prowadzą dwa szlaki:
- pieszy, od Przełęczy Trzech Dolin do Sokołowska przez ruiny zamku Radosno,
- odgałęzienie górskiego szlaku rowerowego z Głuszycy przez Radosną do Przełęczy Trzech Dolin (wyznakowany w 2004 roku przez gminę Głuszyca).

U podnóża góry przebiegają szlaki:
- pieszy, od Przeł. Trzech Dolin do Sokołowska przez Suchawę,
- górski szlak rowerowy wokół Głuszycy (wyznakowany w 2004 roku przez gminę Głuszyca).